# Bogdan Filov
Bogdan Dimitrov Filov (en búlgaro: Богдан Димитров Филов; Stara Zagora, 9 de abril de 1883-Sofía, 2 de febrero de 1945), fue un arqueólogo y político, con ideas propias de la extrema derecha, que fue primer ministro de Bulgaria entre 1940 y 1943.

## Carrera política
Filov había efectuado sus estudios en Alemania antes de convertirse en profesor universitario de Historia en Bulgaria. Ministro de Obras Públicas en 1939, su notoria germanofilia le hizo acceder al cargo de primer ministro de Bulgaria el día 16 de febrero de 1940, ya que el zar Boris III deseaba un acercamiento de su país al Eje, en un momento en que parecía que el desarrollo de la guerra era favorable al Tercer Reich.
No obstante, tanto Boris III como Filov rechazaron en todo momento comprometer a Bulgaria en la Segunda Guerra Mundial contra la Unión Soviética, a pesar de los constantes requerimientos de Adolf Hitler en dicho sentido. Sí aceptaron declarar la guerra a los Aliados occidentales, Estados Unidos y Reino Unido. La economía búlgara, pobre, se puso también al servicio de Alemania, que según avanzó la guerra fue cada vez menos capaz de pagar los productos que importaba del país balcánico.
En abril de 1942, cuando cuatro ministros dimitieron del gabinete, Filov formó un nuevo Gobierno y asumió la cartera de uno de los cesantes: la de Asuntos Exteriores. Este Gobierno mantuvo la neutralidad en la guerra con la URSS.
Tras la inesperada muerte de Boris III el 28 de agosto de 1943 al regreso de una visita a Hitler, Filov dimitió de su cargo de presidente del Consejo de Ministros el 9 de septiembre de 1943, pasando a ser uno de los tres componentes del Consejo de Regencia que se formó debido a la minoría de edad del nuevo rey, Siméon II, que entonces contaba con 6 años de edad. Los otros dos regentes eran el hermano del difunto rey, Cirilo de Bulgaria, y el ministro de Defensa, general Mihov. Esta medida contravenía la Constitución de 1879, que establecía la formación de una Gran Asamblea Nacional para esta situación, pero, pese a ello, fue aprobada por el Parlamento. El nuevo primer ministro, Bozhilov, había sido ministro de Finanzas con Filov.
En 1944, tras el armisticio firmado con la Unión Soviética a raíz de la entrada del Ejército Rojo en territorio búlgaro, el Consejo de Regencia fue disuelto. Filov, así como los dos otros miembros del mismo, fue juzgado por traición y crímenes de guerra, condenado y ejecutado el 2 de febrero de 1945.